# Хоффер, Леопольд
Леопольд Хоффер или Гоффер (англ. Leopold Hoffer, 1842, Пешт — 28 августа 1913, Лондон) — английский шахматист, шахматный журналист и организатор венгерско-еврейского происхождения.

## Биография
В ранней молодости переехал в Швейцарию. С 1865 г. жил в Вене. Учился у А. Шварца. В 1866 г. после краткого путешествия по Германии отправился в Париж. В Париже быстро выдвинулся в число сильнейших шахматистов. На равных играл с известными мастерами И. Колишем, Ж. Арну де Ривьером, Сам. Розенталем. С 1870 г. жил в Лондоне. Ярко проявил себя в показательных партиях: набрал 2 из 3 против Г. Берда, с равным счетом завершил серию с С. Боденом и уступил со счетом 2 : 3 Дж. Блэкберну.
В 1895 г. участвовал в матче по телеграфу со сборной Манхэттенского шахматного клуба (предшественник телеграфных матчей Англия — США). Выступая на 1-й доске, свел вничью партию с Дж. Шовальтером.
Начиная с парижского турнира 1867 г. регулярно выступал в печати с репортажами о шахматных соревнованиях.
В 1879 г. совместно с И. Цукертортом основал журнал «Chess Monthly». Занимал должность главного редактора журнала до 1896 г. Также с 1882 г. вел шахматную колонку в спортивном журнале «The Field». Позже сотрудничал с изданием «The Standard».
Хоффер был в числе основателей Британской шахматной федерации. Принимал активное участие в организации по меньшей мере семи крупных турниров на территории Великобритании.

## Книги
- The Championship Match: Lasker v. Tarrasch. London: E.A. Michell & Frank Hollings (1908).[2]
- Chess. Petersburg: Will H. Lyons; Kentucky, U.S.A: Boone Co (1916).[3]